# 松田未来 (俳優)
松田 未来（まつだ さき、1994年6月4日 - ）は、日本の俳優。
愛知県出身。

## 来歴
- 愛知県に生まれる。

## 人物・エピソード
- 趣味、特技は、映画鑑賞、読書、英語、野球、書道、絵画、タップダンス。

## 出演

### 映画
- おっさんずぶるーす(21世紀のおじさん）/前田直樹監督 (2020) 山岸新役　[1]
- 本気のしるし/深田晃司監督　TV局スタッフ役 (2020)
- 平成最後映画/加藤綾佳監督（2019）[2]
- 人生手帳/高橋夢花監督 高木啓介役　(2018)
- Phantom/原田修平監督　薫役　(2018)
- Doty/播磨尚二郎監督　タクマ役　(2018）
- 死季/極東ピーコック （Official　Music　Video）旗山良太監督　(2018)
- 異人たちの夏/たんじだいご監督　父役

### テレビドラマ
- 「本気のしるし」/深田晃司監督　TV局スタッフ役 (2020)

### 舞台
- SAHARA/ 二階堂智演出　ツキノ少尉役（2018）
- 12人の怒れる男女たち/田辺日太演出　陪審員9番役（2018)
- 寄木張りの菩提樹/二階堂智演出　光役 (2018)